# Gilles Yapi Yapo
Gilles Donald Yapi Yapo (30 de enero de 1982 en Abiyán) es un exfutbolista marfileño. Mediocampista que jugó en el FC Nantes Atlantique desde enero de 2004. Representó a la Selección de Costa de Marfil.

## Clubes anteriores
El centrocampista defensivo Gilles Yapi comenzó su carrera profesional en julio de 2000 en el ASEC de Abiyán, un club de fútbol marfileño que abandonó en junio de 2001 para fichar por el KSK Beveren belga de primera división. Durante las vacaciones de invierno, a principios de 2004, fue comprado por el club francés de primera división FC Nantes, con el que recibió un contrato hasta junio de 2007. En febrero de 2006 fue cedido por tres meses al BSC Young Boys, el equipo suizo de primera división, donde debutó contra el FC Thun. Aunque en un principio los berneses no estaban dispuestos a pagar la comisión de transferencia exigida por el FC Nantes, la letra de cambio final se emitió poco antes de que se cerrara la transferencia el 31 de agosto de 2006. En enero de 2007, Yapi extendió prematuramente su contrato hasta 2010.
Se cambió al FC Basilea para la temporada 2010/11. Debutó el 20 de julio de 2010 en la victoria por 3-2 en casa contra el FC Zúrich y marcó su primer gol con el Basilea el 1 de agosto de 2010 en la victoria por 3-0 en casa contra el FC St. Gallen lesionó en el segundo partido de la temporada 2011/12 y regresó en el partido de ida contra los Young Boys el 16 de febrero de 2012, al final de la temporada 2012/13, Yapi y el FC Basilea se proclamaron campeones suizos por tercera vez y el equipo estuvo en la final de la copa, que perdieron tras una tanda de penales. En la UEFA Europa League 2012/13 llegó a semifinales con el FC Basilea, donde se encontró con el ganador de la UEFA Champions League, el FC Chelsea. El FC Basilea perdió ambos partidos y fue eliminado con una puntuación global de 2-5. Su contrato no fue renovado y se trasladó a Dubai para unirse a Dubai CSC. 
A partir de julio de 2014, Yapi jugó en el FC Zúrich. El 9 de noviembre de 2014 le cometió falta Sandro Wieser. Sufrió ocho lesiones diferentes, incluyendo una ruptura del ligamento cruzado. Wieser fue suspendido durante seis partidos y el FC Zúrich lo denunció por lesión grave, pero finalmente retiró la denuncia. 

## Carrera internacional
Yapi Yapo fue parte de la Selección Nacional de Costa de Marfil que compitió en la Copa Mundial de 2006 realizada en Alemania. También fue seleccionado para jugar el Mundial de fútbol de 2010, pero fue retirado conjuntamente con Bakari Koné y Emerse Fae, que jugaron conjuntamente con él en el Mundial de 2006.

## Clubes
| Club                 | País                   | Año       |
| -------------------- | ---------------------- | --------- |
| ASEC Mimosas         | Costa de Marfil        | 1999-2001 |
| KSK Beveren          | Bélgica                | 2001-2003 |
| FC Nantes Atlantique | Francia                | 2004-2006 |
| BSC Young Boys       | Suiza                  | 2006-2010 |
| FC Basel             | Suiza                  | 2010-2013 |
| Dubai CSC            | Emiratos Árabes Unidos | 2013-2014 |
| FC Zürich            | Suiza                  | 2014-2016 |
| FC Aarau (cedido)    | Suiza                  | 2017-2018 |
| FC Basel             | Suiza                  | 2018-2019 |

## Palmarés

### Torneos nacionales
| Título           | Equipo       | País            | Año     |
| ---------------- | ------------ | --------------- | ------- |
| Primera División | ASEC Mimosas | Costa de Marfil | 1999-00 |
| Primera División | ASEC Mimosas | Costa de Marfil | 2000-01 |
| Superliga        | FC Basel     | Suiza           | 2010-11 |
| Superliga        | FC Basel     | Suiza           | 2011-12 |
| Copa de Suiza    | FC Basel     | Suiza           | 2011-12 |
| Superliga        | FC Basel     | Suiza           | 2012-13 |
| Copa de Suiza    | FC Zürich    | Suiza           | 2015-16 |